# Elastómeros termoplásticos de olefinas

Enlace químico del PoliEtileno

Enlace químico del PoliPropileno

Los elastómeros termoplásticos de olefinas son mezclas de resinas de poliolefinas (Polietileno, Polipropileno) y cauchos termoestables, en distintas proporciones. Según el porcentaje de cada material, se presentan diversos grados de diferente dureza, pero en general plantean resistencia a impacto a baja temperatura (-50 °C) y estabilidad térmica a altas temperaturas. Ofrecen un alto grado de compatibilidad para ser sobreinyectados en la mayoría de polímeros termoplásticos.
También nombrado comercialmente MilastomerTM. Éste propone varios grados del elastómero olifínico termoplástico, que van desde grados blandos como el caucho vulcanizado a grados semiduros como el uretano por moldeado. A diferencia del caucho convencional (elastómero simple), éste elastómero no necesita una vulcanización o mezclado con aditivos una vez el mismo llega al usuario final. Además, todos los grados del elastómero olefínico termoplástico pueden ser moldeados o extruidos de manera similar al polietileno y el polipropileno y, al igual que el PVC, ofrecen una excelente moldeabilidad.
La gran ventaja en términos medioambientales es que el elastómero termoplástico de olefina es reciclable ya que consiste de cauchos y plásticos olefínicos.

## Características del elastómero olefínico termoplástico
- Excelente resistencia química.

Tabla cuantitativa y cualitativa del TPO

- Excelente estabilidad a largo plazo.
- Excelente resistencia mecánica.
- Magnífica resistencia al calor.
- Excelente moldeabilidad, especialmente para el moldeo de materiales compuestos con otras poliolefinas.
- Alta resistencia a la intemperie.
- Liviano y reciclable.
- Estabilidad a bajas temperaturas.
- Emisiones no halógenas al desecharse mediante combustión.
- Magníficas características eléctricas.

## Ventajas del elastómero olefínico termoplástico
En comparación al PVC, otro gran polímero usado en infinitud de ámbitos, nuestro polímero consta de un fácil reciclaje, no es halógeno (no emite gases nocivos al quemarse), es más ligero (aprox. 30 %), es utilizable en una amplia gama de temperaturas (temperatura de fragilización: PVC: -30 °C, TPO: -60 °C. temperatura de reblandecimiento: PVC: 80 °C, TPO: >110 °C), Excelente estabilidad ante el añejamiento.
En comparación a otros elastómeros TPV, el polímero TPO ofrece una baja densidad  (10 % en comparación con otros TPV), no es higroscópico (no requiere secarse antes de procesarse), excelente resistencia al calor y rayos UV, estabilidad del color, menos obstáculos (fish eyes), bajo olor, bajo contenido de VOC, bajo empañamiento, fácil de colorear con pigmentos a cualquier color deseado.

## Aplicaciones más notables
En superficies soft-touch e imitación textura del cuero, en diversas partes del automóvil, en el émbolo de jeringas, juguetes, en equipamiento deportivo y calzado, recubrimiento de cables, carcasas de productos eléctricos, bandas aislantes, empaquetaduras, láminas impermeables, marcos,…

Dureza Shore y diversas aplicaciones del TPO